# Episodi di Doppia sentenza (serie televisiva 1969) (ottava stagione)
La settima stagione della serie televisiva Doppia sentenza è stata trasmessa in anteprima nel Regno Unito dalla BBC One tra l'8 settembre 1976 e il 15 dicembre 1976.
| nº | Titolo originale              | Titolo italiano | Prima TV UK       | Prima TV Italia |
| -- | ----------------------------- | --------------- | ----------------- | --------------- |
| 1  | Not with a Bang...            |                 | 8 settembre 1976  |                 |
| 2  | There's Always Tomorrow       |                 | 15 settembre 1976 |                 |
| 3  | Say It with Flowers           |                 | 22 settembre 1976 |                 |
| 4  | The Trojan Horse              |                 | 29 settembre 1976 |                 |
| 5  | Now You See It, Now You Don't |                 | 6 ottobre 1976    |                 |
| 6  | As Good Cooks Go...           |                 | 13 ottobre 1976   |                 |
| 7  | The Visitor                   |                 | 20 ottobre 1976   |                 |
| 8  | Baked Beans                   |                 | 27 ottobre 1976   |                 |
| 9  | The Climber                   |                 | 3 novembre 1976   |                 |
| 10 | At Risk                       |                 | 10 novembre 1976  |                 |
| 11 | Got Him!                      |                 | 17 novembre 1976  |                 |
| 12 | Just a Whisper?               |                 | 24 novembre 1976  |                 |
| 13 | A Shot in the Dark            |                 | 1º dicembre 1976  |                 |
| 14 | Communications                |                 | 8 dicembre 1976   |                 |
| 15 | Alarums and Excursions        |                 | 15 dicembre 1976  |                 |